# 蓋茨鎮區 (北達科他州埃迪縣)
蓋茨鎮區（英語：Gates Township）是位於美國北達科他州埃迪縣的一個鎮區。

## 地方資料
蓋茨鎮區的面積為92.87平方千米，當中陸地面積為91.91平方千米，而水域面積為0.96平方千米。根據2020年美國人口普查的數據，當地共有人口45人，而人口密度為每平方千米0.48人。